# Norman Domeier
Norman Domeier (* 29. August 1979 in Duderstadt/Eichsfeld) ist ein deutscher Historiker und Hochschullehrer. Er ist seit Oktober 2021 DAAD-Langzeitdozent/Gastprofessor für deutsche und europäische Geschichte an der Karls-Universität Prag. Seine Forschungsschwerpunkte liegen in der Kulturgeschichte von Politik und Medien im 19. und 20. Jahrhundert.

## Leben und Wirken
Norman Domeier studierte ab Oktober 2000 Mittlere und Neuere Geschichte, Politikwissenschaft und Medien- und Kommunikationswissenschaft in Göttingen und schloss das Studium 2004 mit einer MPhil-Arbeit bei Richard J. Evans in Cambridge ab. 2009 wurde er am Europäischen Hochschulinstitut in Florenz promoviert (Doktorväter: Frank Bösch und Heinz-Gerhard Haupt). Von 2010 bis 2021 war er als wissenschaftlicher Mitarbeiter/Akademischer Rat auf Zeit am Historischen Institut der Universität Stuttgart tätig. In dieser Zeit nahm Domeier zahlreiche internationale Forschungsstipendien und Fellowships wahr, darunter als Habilitationsstipendiat an den Deutschen Historischen Instituten in Washington, London/Neu-Delhi und Moskau sowie am Deutschen Institut für Japanstudien in Tokyo 2013 bis 2015, als Gerda Henkel Research Fellow an der University of Cambridge (2012–2013), als Research Fellow am Wiener Wiesenthal Institut für Holocaust-Studien (2016), als Lise Meitner Fellow am Institut für Zeitgeschichte der Universität Wien (2016–2018), als Nadir Mohamed Fellow an der Ryerson University Toronto (2018) sowie als Josef Dobrovský Fellow der Tschechischen Akademie der Wissenschaften am Masaryk Institut in Prag (2019).
Im März 2021 wurde Norman Domeier an der Universität Stuttgart habilitiert und ihm wurde die venia legendi für Neuere Geschichte erteilt, seither ist er Privatdozent. Zum Oktober 2021 übernahm er die DAAD-Langzeitdozentur/Gastprofessur für deutsche und europäische Geschichte an der Karls-Universität Prag.
Für seine Doktorarbeit Der Eulenburg-Skandal. Eine politische Kulturgeschichte des Kaiserreichs (Campus Historische Studien 55, 2010) hat er den „Geisteswissenschaften International“-Preis des Deutschen Börsenvereins erhalten. Die englische Ausgabe kam 2015 als The Eulenburg Affair. A Cultural History of Politics in the German Empire bei Camden House heraus. Im Herbst 2021 erschien seine Habilitationsschrift Weltöffentlichkeit und Diktatur. Die amerikanischen Auslandskorrespondenten und das „Dritte Reich“ im Wallstein Verlag.
Anfang 2017 entdeckte Domeier, dass Associated Press (AP) einen geheimen Deal mit dem „Dritten Reich“ unterhielt: Bis zum Frühjahr 1945 tauschte die bis heute größte Nachrichtenagentur der Welt über die neutralen Hauptstädte Lissabon und Stockholm Tausende Pressefotos mit dem „Büro Laux“ (SS-Obersturmführer Helmut Laux) aus, einer bis dahin unbekannten Untereinheit des Auswärtigen Amtes. Dadurch ist zu erklären, dass die alliierte Presse und überhaupt die gesamte Weltpresse bis zum Kriegsende voll mit NS-Propagandafotos war, während umgekehrt NS-Deutschland Tausende AP-Fotos für meist antiamerikanische und antisemitische Propaganda in seinem Herrschaftsbereich einsetzen konnte.
Domeier ist ehrenamtlich in verschiedenen Gremien sowie als wissenschaftlicher Gutachter tätig, etwa seit Gründung der Bundesstiftung Magnus Hirschfeld 2011 in deren Fachbeirat. Er schreibt für zahlreiche Zeitungen über historische Themen, darunter die „Zeit“, die „FAZ“ und die „Neue Zürcher Zeitung“.

## Arbeits- und Forschungsschwerpunkte
- Politische Kultur- und Mediengeschichte der europäischen Moderne mit transnationaler/globaler Perspektive
- Historische Medienforschung, insbesondere die Geschichte des Journalismus im 19. und 20. Jahrhundert
- Geschichte der Wandlung von Werten und Moral, insbesondere das Verhältnis von Macht und Sexualität
- Historische Sexualforschung, insbesondere die Geschichte der Homosexualität in der Neuzeit
- Historische Skandalforschung, insbesondere Staatsaffären und sensationelle Gerichtsprozesse
- Historische Diktaturforschung, insbesondere die Beziehung von Diktaturen und globaler Öffentlichkeit
- Digital History und Visual Cultures/Geschichte der Fotografie in ihren globalen Verflechtungen
- Hofgeschichte/Geschichte Preußen-Deutschlands
- Deutsch-jüdische Geschichte
- Biographiegeschichte
- Unternehmensgeschichte: Die Geschichte von Associated Press (AP)

## Schriften (Auswahl)

### Monographien
- American Journalists in Hitler’s Germany (German History in Context 10), New York 2025.
- Weltöffentlichkeit und Diktatur. Die amerikanischen Auslandskorrespondenten im »Dritten Reich«, Göttingen 2021.
- The Eulenburg Affair. A Cultural History of Politics in Imperial Germany (German History in Context 1), New York 2015.
- Der Eulenburg-Skandal. Eine politische Kulturgeschichte des Kaiserreichs (Campus Historische Studien 55), Frankfurt am Main/New York 2010.

### Herausgeberschaften
- Mit Benno Nietzel: Nationalsozialismus und internationale Öffentlichkeit im 20. Jahrhundert, Frankfurt am Main/New York 2025.
- Mit Christian Mühling: Hof und Homosexualität. Praktiken und Diskurse vom Mittelalter bis ins 21. Jahrhundert (Campus Geschichte und Geschlechter 74), Frankfurt am Main/New York 2020.
- Mit Martin Cüppers: Späte Aufarbeitung. LSBTTIQ-Lebenswelten im deutschen Südwesten im 19. und 20. Jahrhundert (Landeszentrale für politische Bildung Baden-Württemberg), Stuttgart 2018.
- Mit Rainer Nicolaysen: Gewinner und Verlierer. Beiträge zur Geschichte der Homosexualität in Deutschland im 20. Jahrhundert (Hirschfeld Lectures 7), Göttingen 2015.
- Mit Jörn Happel: Auslandskorrespondenten: Journalismus und Politik 1900–1970. Themenheft der: Zeitschrift für Geschichtswissenschaft 5 (2014), S. 389–480.
- Mit Eliana Augusti, Georg von Graevenitz und Markus Prutsch: Inter-Trans-Supra. Rechtsbeziehungen und Machtverhältnisse in der Geschichte (Jahrbuch junge Rechtsgeschichte/Yearbook of Young Legal History), Saarbrücken 2011.
- Mit Frank Bösch: Cultural History of Politics – Histoire culturelle du politique. Special Issue of the European Review of History, Volume 15, Issue 6, December 2008.

### Wichtige Aufsätze und Buchbeiträge
- World Domination and Genocide: The ‘Lochner Version’ of Hitler’s Speech from 22 August 1939, a Key Document of National Socialist Ideology, in: The Journal of Holocaust Research, 38:1 (2024), S. 35–54.
- Weltherrschaft und Völkermorden: Die »Lochner-Version« der Hitler-Rede vom 22. August 1939 als Schlüsseldokument nationalsozialistischer Weltanschauung, in: Zeitschrift für Geschichtswissenschaft 6/2022, S. 542–567.
- NS-Pressefotos und ihre transatlantische und globale Verbreitung 1942–45. Ein Plädoyer für die Digitalisierung der NS-Presse, in: Markus Stumpf, Hans Petschar, Oliver Rathkolb (Hrsg.): Nationalsozialismus digital. Die Verantwortung von Bibliotheken, Archiven und Museen sowie Forschungseinrichtungen und Medien im Umgang mit der NS-Zeit im Netz, Göttingen 2021, S. 343–351.
- A Scream, then Silence. Kristallnacht and the American Journalists in Nazi Germany, in: New Perspectives on Kristallnacht. After 80 Years, the Nazi Pogrom in Global Comparison, ed. by Wolf Gruner and Steven J. Ross, Casden Annual Review 17 (2019), S. 91–113.
- Geheime Fotos. Die Kooperation von Associated Press und NS-Regime 1942-1945, in: Zeithistorische Forschungen/Studies in Contemporary History 2/2017, S. 199–230. http://www.zeithistorische-forschungen.de/2-2017/id=5484
- Schreibmaschinentäter im »Dritten Reich« und danach, in: Dirk Rose, Dirk van Laak (Hrsg.): Schreibtischtäter: Begriff-Geschichte-Typologie, Göttingen 2018, S. 179–190.
- The Homosexual Scare and the Masculinisation of German Politics before the First World War, in: Central European History 47 (2014), S. 737–759.
- The Anti-Democratic Reflex. The Pivotal Years of Scandalising Political Corruption in Germany 1906–1920, in: Olivier Dard, Jens Ivo Engels, Andreas Fahrmeir, Frédéric Monier (Hrsg.): Scandales et Corruption. À L`Époque Contemporaine, Paris 2014, S. 195–212.
- Die Geburtsstunde der Homophobie. Zur Ambivalenz der Sagbarkeit von Homosexualität, in: Gabriele Dietze, Dorothea Dornhof (Hrsg.): Metropolenzauber – Sexuelle Moderne und urbaner Wahn, Köln/Weimar/Wien 2014, S. 131–148.